# Corno Baitone
La Corno Baitone est un sommet des Alpes, à 3 331 m, dans le massif d'Adamello-Presanella, en Italie (Lombardie).

## Première ascension
La date de la première ascension du Corno Baitone est inconnue, mais on sait avec certitude que le sommet a été atteint avant le 20 août 1890, lorsque l'alpiniste Paolo Prudenzini, convaincu qu'il était le premier à atteindre le sommet, a trouvé sur l'itinéraire les restes d'une ascension précédente, y compris une fourche rouillée et une pipe avec des résidus de tabac, juste en aval du sommet.

## Itinéraires
L'ascension jusqu'au sommet s'effectue généralement depuis le versant sud, dépourvu de glaciers et généralement sans neige pendant les mois d'été, à partir du val Malga, en passant par le refuge Franco Tonolini et en suivant le sentier no 50 de la section du val Camonica du Club alpin italien. C'est un itinéraire très facile jusqu'au refuge, puis il devient de plus en plus exigeant, réservé aux randonneurs experts, surtout dans la dernière partie. Le temps de trajet global, selon les guides et panneaux de signalisation le long du parcours, est de plus de 6 h, dont 2 h 30 sont nécessaires pour atteindre le refuge Tonolini.